# Cis ursulinus
Cis ursulinus es una especie de coleóptero de la familia Ciidae.

## Distribución geográfica
Habita en el sureste de Estados Unidos.